# Siria (provincia romana)
La provincia romana de Siria (en latín, Syria) fue una provincia romana situada en la parte oriental de los territorios imperiales y con capital en Antioquía. Constituyó una de las provincias más importantes del Imperio.

## Historia
Cneo Pompeyo Magno convirtió Siria en una provincia romana en el año 64 a. C., tras derrotar al rey Antíoco XIII durante la tercera guerra mitridática, y así el Imperio seléucida dejó de existir.
La guarnición de Siria comprendía tres de las legiones del ejército romano, responsables de la defensa de la frontera parta.
Las fuerzas de la provincia romana de Siria participaron directamente en la primera guerra judeo-romana que tuvo lugar entre los años 66 y 70. En el año 66, Cestio Galo, el legado de Siria, reunió el ejército sirio, basado en la duodécima legión (Legio XII Fulminata), a la que reforzó con tropas auxiliares para restaurar el orden en Judea y sofocar la revuelta. La legión, sin embargo, fue emboscada y destruida por rebeldes judíos liderados por Simón bar Giora en la batalla de Beth Horón, un resultado que sorprendió al liderazgo romano.
También en el siglo I, fue el ejército sirio el que posibilitó en parte el ascenso de Tito Flavio Vespasiano. En efecto, los ejércitos de las provincias de Egipto y Judea proclamaron emperador a Vespasiano el 1 de julio de 69. En su camino hacia el trono imperial, Vespasiano se alió con el gobernador de Siria, Cayo Licinio Muciano, quien condujo las tropas de Vespasiano contra Vitelio, mientras el propio Vespasiano tomaba el control de Egipto. El 20 de diciembre, Vitelio fue derrotado y al día siguiente Vespasiano fue proclamado emperador por el Senado.
En 97, cuando el emperador Nerva nombró a Trajano como su sucesor, su gobernador Marco Cornelio Nigrino Curiacio Materno fue evaluado como su potencial rival debido a su prestigiosa carrera militar bajo Domiciano, por lo que fue abruptamente cesado y sustituido provisionalmente por Aulo Larcio Prisco, legado de la Legio IV Scythica, quien ocupó interinamente el cargo de gobernador como pro legatus consularis hasta la llegada de Javoleno Prisco en 99.
Las legiones sirias también tuvieron participación en la guerra pártica de Trajano en 114-117 y en la represión en Judea bajo Adriano durante la rebelión de Bar Kojba en 132-136.
En 193 una parte del territorio fue separada para crear la nueva provincia de Coele Syria. Tras las reformas administrativas de Diocleciano, las dos antiguas provincias sirias pasaron a formar parte de la diócesis de Oriens.
Entre los años 244 y 249, Roma fue gobernada por un nativo de Shahba (Siria) de nombre Marcus Julius Philippus, más conocido como Filipo el Árabe, 33.er emperador romano.
Entre 330 y 350, fue creada la provincia de Euphratensis a partir de los territorios de la antigua Coele Syria, el valle del Éufrates y la antigua Commagene, con Hierapolis como su capital. Tras la división del Imperio romano en 395 por el Emperador Teodosio, la provincia pasó a formar parte del Imperio bizantino. En el 528, Justiniano I creó la pequeña provincia costera de Theodorias en el antiguo territorio sirio. Fue temporalmente ocupada por los sasánidas en 609, y reconquistada otra vez en 628 hasta su pérdida definitiva a manos de los árabes en el año 638 tras la batalla de Yarmuk.

## Características
En la provincia se encontraban las grandes ciudades de Antioquía y Palmira, además en los territorios de la Gran Siria o el área de cultural siria incluyen los estados actuales de Siria, Israel, Palestina, Líbano, Chipre y Jordania; están también las ciudades de Jerusalén y Petra, centros comerciales y culturales de esa época. Según el censo de Augusto de 30 a. C. se contaron 14 millones en la parte asiática del imperio, con unos 6 millones en Asia Menor, pero esta no creció mucho debido a las constantes pestes, hambrunas, guerras civiles, campañas bélicas contra los partos y las incursiones de las poblaciones árabes.
Siria fue la cuna de Heliogábalo, el emperador romano de la dinastía Severa que reinó desde 218 hasta 222 y que fue el sumo sacerdote de Emesa (actual Homs), dados los derechos hereditarios de su familia hacia el sacerdocio del dios del sol El Gabal.
Después de la división del Imperio romano en 395 —el Imperio de Occidente con su capital en Roma y el Imperio de Oriente o Imperio bizantino con capital en Constantinopla— Siria permaneció como provincia bizantina durante 240 años.

## Gobernadores
- Tito Atilio Rufo — Gobernador de Siria en época de Domiciano.[6]